# The Cream (Testosteron)
The Cream war ein in den 1980er Jahren durch Viktor Conte, den Firmengründer der Burlingame Bay Area Laboratory Co-Operative, vertriebenes Gemisch von synthetischem Testosteron und Epitestosteron. Es wurde als Maskierungssubstanz für Steroide eingesetzt.
Anfang der 1980er Jahre stellten Manfred Donike und Johann Zimmermann vom Institut für Biochemie an der Sporthochschule Köln fest, dass synthetisches Testosteron im menschlichen Körper langsamer als körpereigenes Testosteron zu dem Abbauprodukt Epitestosteron abgebaut wird. Die Einnahme von synthetischem Testosteron äußert sich daher in einem stark erhöhten Verhältnis von Testosteron/Epitestosteron im Körper. Das Testosteron/Epitestosteron-Verhältnis, welches als T/E-Verhältnis abgekürzt wird, wird seit 1982 bei internationalen Wettkämpfen überprüft und liegt beim gesunden Menschen bei etwa 1:1. Um individuelle Schwankungen zu berücksichtigen, schlugen Donike und Zimmermann einen Grenzwert von 6:1 vor.
Die zusätzliche Einnahme von The Cream ermöglichte Sportlern ihr T/E-Verhältnis auf einen Wert unterhalb des Grenzwertes zu korrigieren, so dass sie bei Dopingtests nicht auffällig wurden.